# Toxodera maculata
Toxodera maculata es una especie de mantis de la familia Toxoderidae.

## Distribución geográfica
Se encuentra en Malasia, Sumatra, Java y  Borneo.